# Lahonci
Lahonci este o localitate din comuna Ormož, Slovenia, cu o populație de 355 de locuitori.